# Мандрик Віра Юріївна
Віра Юріївна Мандрик (30 квітня 1931 Скотарське, Воловецький район — 15 жовтня 2011 Ужгород) — українська ботанік, альголог, спеціаліст з родини Розові.

## Біографія
Народилася Віра Юріївна 1931 року в сім’ї вчителів у селі Скотарському, що на Воловеччині, яке, як і вся територія Закарпаття (тоді Підкарпатської Русі), входила до складу Чехословацької Республіки. Пізніше її батька перевели на роботу до м. Сваляви, куди переїхала і вся родина. Тут, на берегах р. Латориця, і минуло дитинство Віри. У 1948 році вона закінчила середню школу м. Свалява. За ті десять років, які вона провела за шкільною партою, Закарпаття почергово входило до складу різних країн: Чехословаччини, Карпатської України, Угорщини, Радянського Союзу. Саме тому, зважаючи на різні вимоги у школі та мови викладання, Віра Юріївна чудово володіла угорською та німецькою мовами.
Відразу після закінчення школи (1948) Віра вступила на перший курс біологічного факультету Ужгородського державного університету, де відразу зарекомендувала себе однією з найкращих студентів і була сталінською стипендіаткою.
У 1953 році завершила навчання в університеті, отримавши диплом із відзнакою. Це був один із перших випусків біологічного факультету (перший — у 1951 р.). Навчаючись, вона одержала фундаментальні біологічні знання, а ботаніка стала її улюбленою спеціалізацією.
Від 1948 року життя і робота Віри Мандрик нерозривно пов’язані з біологічним факультетом і кафедрою ботаніки Ужгородського університету.
15 жовтня 2011 року на 81 році життя Віра Юріївна Мандрик померла в м. Ужгород, залишивши по собі велику кількість учнів-науковців, які з вдячністю згадують її вклад у їхні наукові здобутки.

## Наукові здобутки
Протягом 1953–1956 років Віра Юріївна навчалась у стаціонарній аспірантурі при кафедрі ботаніки УжДУ під керівництвом відомого цитоембріолога, доктора біологічних наук, професора Хоми Юхимовича Руденка. Він очолив кафедру ботаніки та біологічний факультет від часу його створення, організував і налагодив роботу ботанічного саду та започаткував цитоембріологічну школу ботаніків, а першою його ученицею і стала Віра Юріївна.
Закінчивши навчання в аспірантурі, В. Ю. Мандрик з 1956 р. розпочинає викладацьку діяльність на рідній кафедрі.
У 1961 р. вона захистила кандидатську дисертацію на тему «Эмбриология чайного растения в условиях Закарпатья» у Московському державному університеті ім. М.В. Ломоносова.
У 1967 р. їй присудили вчене звання доцента, і на посаді доцента вона працювала до 1990 року.
Високий професіоналізм Віри Юріївни, вільне володіння матеріалом завжди справляли неабияке враження на студентів і викликали глибоку повагу до неї. Завдяки професіоналізму В.Ю. Мандрик студенти опановували з її допомогою такі базові ботанічні курси, як «Альгологія», «Анатомія рослин», спецкурс «Цитоембріологія квіткових рослин», великий практикум із курсу «Вищі рослини».
Так само відповідально ставилася Віра Юріївна до наукової роботи студентів. Низка наукових праць, виконаних під її керівництвом, були представлені на республіканських і всесоюзних конкурсах. Зокрема, студентські наукові роботи Є. Ментковської, С. Фесенко, В. Чалої були відзначені дипломами І ступеня Мінвузів УРСР і СРСР, а студентку А. Костак, окрім диплома І ступеня, нагородили ще й медаллю АН УРСР. Тому цілком заслужено В.Ю. Мандрик отримала відзнаку «Відмінник народної освіти УРСР».
У 1990 році Віра Юріївна захистила докторську дисертацію «Особенности семенной репродукции видов семейства Rosaceae в природных популяциях (на примере представителей флоры Карпат)» на засіданні вченої ради Ботанічного інституту ім. В. Л. Комарова АН СРСР.
У 1991 році В. Ю. Мандрик була обрана на посаду професора кафедри ботаніки УжДУ, а наступного року їй присвоїли вчене звання «професор».
Під її керівництвом захистили кандидатські дисертації О.Б. Колесник, Х.Л. Крч, Я. С. Гасинець, Г. Б. Попович; теми їхніх робіт присвячені ембріології видів різних триб родини Rosaceae. Учнями В.Ю. Мандрик вважають себе набагато більше науковців, які вдячні їй за допомогу і наукове керівництво. Зокрема, серед колишніх учнів Віри Юріївни такі відомі науковці, як кандидат біологічних наук О.А. Кравець (Ментковська), доктор біологічних наук, професор Ю.В. Манівчук, доктор біологічних наук Л.В. Голишкін, а також перший її учень, який згодом став колегою, а з часом і завідувачем кафедри ботаніки, — кандидат біологічних наук, доцент Ю.Ю. Петрус.
З-поміж провідних наукових шкіл Радянського Союзу В.Ю. Мандрик разом із колегами по кафедрі достойно представили ужгородську школу цитоембріологів у багатотомному академічному виданні Ботанічного інституту АН СРСР «Сравнительная эмбриология цветковых растений».
Результати своїх багаторічних цитоембріологічних досліджень Віра Юріївна опублікувала у 85-ти наукових працях, із яких 54 — ґрунтовні статті, надруковані у провідних фахових виданнях. 
Перші наукові роботи В.Ю. Мандрик були присвячені ембріології чайної рослини на Закарпатті — найбільш північному в світі районі зростання цієї субтропічної культури. В подальшому вона займалася вивченням насамперед особливостей репродукції видів родини Rosaceae: дослідила процеси мікроспорогенезу та розвиток чоловічого гаметофіту, морфологію і життєздатність пилку, причини аномалій під час утворення мікроспор і стерильних пилкових зерен, розвиток насінних зачатків та жіночого гаметофіту більш як у 20- ти видів цієї родини, диференціацію жіночого археспорію. Важливою складовою наукової діяльності професора В.Ю. Мандрик є вивчення співвідношення статевого відтворення й апоміксису в популяціях видів Rosaceae, а також дослідження поширення та характеру апоміксису в різних таксонів родини.
Вперше на теренах колишнього Радянського Союзу вона використала загальноприйняту нині в Європі класифікацію апоміксису, розроблену шведським ученим А. Густавсоном.
Результати оригінальних наукових досліджень Віри Юріївни ввійшли до багатотомного видання «Сравнительная эмбриология цветковых растений»: у другому томі опублікована її стаття «Семейство Theaceae» (1983), а в третьому — «Семейство Rosaceae» у співавторстві з Ю.Ю. Петрусом (1985).
Навчально-методичний доробок В.Ю. Мандрик становить 15 публікацій. Окремо відзначимо посібники: «Ботаніка. Гриби. Лишайники» (разом з О.Б. Колесником, А.В. Колесник, 2003), «Основи ембріології квіткових рослин (Magnoliophyta)» (2003) та «Основи альгології» (співавтор О.Б. Колесник, 2006).

## Список джерел та посилання
1. ↑  Мандрик Віра Юріївна - Енциклопедія Сучасної України. esu.com.ua. Процитовано 25 липня 2019.
2. ↑  Померла доктор біологічних наук, професор кафедри ботаніки УжНУ Віра Мандрик. Region/TV (рос.). 18 жовтня 2011. Архів оригіналу за 25 липня 2019. Процитовано 25 липня 2019.
3. ↑  Мандрик Віра Юріївна. Освітній портал Закарпаття (укр.). Архів оригіналу за 25 липня 2019. Процитовано 25 липня 2019.
4. ↑  Колесник, О. Б.; Сабадош, В. І.; Андрик, Є. Й.; Бесеганич, І. В.; Петрус, Ю. Ю.; Комендар, В. І. (2011). Пам'яті професора Віри Юріївни Мандрик. Український ботанічний журнал. № 68, № 6. с. 915—915. ISSN 0372-4123. Архів оригіналу за 5 березня 2022. Процитовано 25 липня 2019.